# Wissensraum
Ein Wissensraum (Knowledge Space) ist eine mathematische Struktur zur Modellierung des Wissenserwerbs in einem Wissensgebiet. Dazu wird das Wissensgebiet in Lerneinheiten (Topics) unterteilt. Wissenszustände (Knowledge States) sind Kombinationen dieser Einheiten. Ein Wissenszustand enthält mit jeder Lerneinheit auch deren Voraussetzungen. Die Wissensstruktur (Knowledge Structure) besteht aus all diesen Wissenszuständen. Ein Lernraum (Learning Space) ist ein Wissensraum mit speziellen Eigenschaften.
Mathematisch ist eine Wissensstruktur also ein Mengensystem, das durch die Teilmengenbeziehung geordnet ist. Man spricht von einem Wissensraum, wenn mit je zwei Wissenszuständen auch deren Vereinigung dazugehört. Zusätzliche mathematische Annahmen führen auf besonders gut handhabbare Wissensräume, die dann als Lernräume bezeichnet werden.

## Geschichte
Die Theorie zu Wissensräumen wurde ab dem Jahr 1985 von dem kalifornischen Psychologen Jean-Claude Falmagne in Zusammenarbeit mit dem belgischen Mathematiker Jean-Paul Doignon entwickelt. Später wurde sie unter der Bezeichnung Lernräume weiter ausgebaut. Zahlreiche Wissenschaftler haben sich mit dem Thema auseinandergesetzt, in Europa z. B. eine Gruppe um Dietrich Albert am Knowledge Technologies Institute der Technischen Universität Graz.
Die Theorie zu den Wissensräumen weist enge Parallelen zur Formalen Begriffsanalyse auf, insbesondere bezüglich der Algorithmen.

## Methode
In einem Wissens- oder Lernraum wird ein Wissensgebiet nach didaktischen Gesichtspunkten in Lerneinheiten zerlegt und dann beschrieben, wie diese Lerneinheiten aufeinander aufbauen. Dies hilft dabei, den Wissensstand eines Lernenden durch relativ wenige Testfragen schnell zu ermitteln. Aus dem Beherrschen einer Lerneinheit kann geschlossen werden, dass deren Voraussetzungen (Prerequisites) ebenfalls bereits verstanden sind. Die Menge aller Lerneinheiten, die ein Lernender beherrscht, beschreibt dann dessen Wissenszustand.
Nachdem ein Wissensstand ermittelt ist, ergibt sich aus der Ordnungsstruktur weiter, für welche noch nicht beherrschten Lerneinheiten der ermittelte Wissensstand ausreicht, so dass eine von ihnen als nächste erfolgreich gelernt werden kann. Diese Lerneinheiten werden äußerer Wissensrand genannt (Outer Fringe).

## Anwendung
In der praktischen Anwendung werden dem Lernenden Erläuterungen und Übungsaufgaben aus dem für ihn ermittelten äußeren Wissensrand angeboten. Zusätzlich wird wiederholt überprüft, ob neu erworbenes Wissen nachhaltig ist oder noch weiterer Übung bedarf.
Aufbauend auf der Theorie der Wissensräume wurde ab 1994 von Falmagne an der University of California, Irvine die Lernsoftware „ALEKS“ entwickelt. 2013 wurde sie an den amerikanischen Schulbuch- und Bildungsverlag McGraw-Hill Education verkauft.
An der TU Graz werden derzeit (Stand: 2017) Anwendungen entwickelt, die sich vornehmlich an Schüler und Lehrer richten.